# Архангельский прииск (поселение)
Архангельский прииск — многослойное поселение бронзового века (первая половина II тыс. до н. э.) в Чесменском районе Челябинской области, расположенное в 4,5 км к юго-востоку от пос. Черноборский на правом берегу реки Черная (приток р. Уй).

## История изучения
Памятник истории и культуры — поселение эпохи бронзы Архангельский прииск было обнаружено в 1982 году (Мухина М. А., 1983. Отчет об археологической разведке по р. Черной в Чесменском и Троицком районах Челябинской области в 1982 г.) и описано по читаемым на местности жилищным впадинам как поселения Архангельский прииск I и Архангельский прииск II. Кроме поселения в то же время выявлен Могильник Архангельский прииск III, при раскопках 2010 года оказавшийся значительно более поздними навалами грунта.
В сентябре 2010 года Росохранкультурой на раскопки поселения археологу Ларисе Петровой был выдан открытый лист , в декабре 2010 принята целевая Программа «Изучение и сохранение историко-культурного (археологического) наследия Чесменского района на 2011-2013 годы», направленная, в основном, на изучение археологического микрорайона Архангельского прииска .

## Результаты
В изученном в 2010 году культурном слое преобладают материалы межовской культуры, встречаются фрагменты синташтинско-петровской культуры, также представлены следующие культурно-хронологические группы: алакульская, федоровско-черкаскульская, керамика финальной бронзы степного облика (культурная идентификация этой керамики в настоящее время затруднительна). В единичном количестве встречены фрагменты федоровского и алакульско-федоровского облика, а также фрагменты финальной бронзы, имеющие аналогии в керамике Сибири (ирменская культура). К настоящему времени (2010 год) раскопками изучена небольшая часть поселения. Найдено значительное количество предметов, указывающих на металлургическое производство — фрагменты тиглей, литейные формы, металлургический шлак и изделий из металла — бронзовые иглы, наконечник стрелы. Наиболее интересной находкой первого года раскопок является зооморфная бронзовая фигурка водоплавающей птицы, обнаруженная в слое синташтинской керамики .